# Шмец, Бернар
Бернар Шмец (фр. Bernard Schmetz, 21 апреля 1904 — 13 июня 1966) — французский фехтовальщик-шпажист, олимпийский чемпион и чемпион мира.

## Биография
Родился в 1904 году в Орлеане. В 1928 году стал серебряным призёром Олимпийских игр в Амстердаме. В 1930 году стал бронзовым призёром Международного первенства по фехтованию в Льеже. В 1931 году на Международном первенстве по фехтованию в Вене завоевал две серебряные медали. В 1932 году на Олимпийских играх в Лос-Анджелесе стал обладателем золотой медали в командном первенстве, а в личном первенстве был 5-м. В 1933 году завоевал серебряную и бронзовую медали Международного первенства по фехтованию в Будапеште. В 1936 году стал бронзовым призёром Олимпийских игр в Берлине.
В 1937 году завоевал золотую и серебряную медали первого официального чемпионата мира (тогда же Международная федерация фехтования задним числом признала чемпионатами мира все прошедшие ранее Международные первенства по фехтованию). В 1938 году вновь стал обладателем золотой и бронзовой медалей чемпионата мира.